# スプラット (種)
スプラット（学名: Sprattus sprattus、和名: ヨーロッパキビナゴ）は、ニシン目ニシン科に分類される魚の一種。

## 概要
東大西洋の北海・バルト海・地中海・黒海・アゾフ海域に広く分布する小魚で、食用にされる。水深10 - 150 mに生息する。体長は16 cmほどまで成長する。外洋に面した水のきれいな沿岸域を好む。大きな群れを作って回遊し、海岸にもよく接近する。

## 利用
脂ののった本種は欧州における主要食用魚の一つである。主に燻製（キーラー・スプラット、de:Kieler Sprotte）にして消費されるほか、アンチョビやニシンの代用品として塩蔵したり、トマトなどで調味したものもある。日本においてはイワシやカタクチイワシ、アンチョビと混称されたり、「バルト海いわし」等の商品名で冷凍物が販売されているので、注意が必要である。主としてラトビアから輸入される燻製油漬けは「スモークオイルサーディン」と称して販売されている。